# Campionati del mondo Ironman 70.3 del 2006
La gara valida per i Campionati del mondo Ironman 70.3 del 2006 si è tenuta in data 11 novembre a Clearwater in Florida, Stati Uniti d'America.
Tra gli uomini ha vinto l'australiano Craig Alexander, mentre tra le donne si è laureata campionessa del mondo ironman 70.3 la canadese Samantha McGlone .
Si è trattata della 1ª edizione dei campionati mondiali di Ironman 70.3. I campionati sono organizzati dalla World Triathlon Corporation (WTC).

## Ironman 70.3 - Risultati dei Campionati

### Uomini
| Pos. | Tempo   | Nome              | Paese         | Ripartizione tempi | Ripartizione tempi | Ripartizione tempi | Ripartizione tempi | Ripartizione tempi |
| Pos. | Tempo   | Nome              | Paese         | Nuoto              | T1                 | Bici               | T2                 | Corsa              |
| ---- | ------- | ----------------- | ------------- | ------------------ | ------------------ | ------------------ | ------------------ | ------------------ |
|      | 3:45:37 | Craig Alexander   | Australia     | 24:08              | 1:39               | 2:05:35            | 1:33               | 1:12:43            |
|      | 3:47:25 | Simon Lessing     | Regno Unito   | 24:05              | 1:50               | 2:05:27            | 1:55               | 1:14:11            |
|      | 3:49:17 | Richie Cunningham | Australia     | 24:02              | 1:44               | 2:05:39            | 1:34               | 1:16:20            |
| 4    | 3:49:42 | Christopher Legh  | Stati Uniti   | 26:06              | 1:42               | 2:06:05            | 1:43               | 1:14:07            |
| 5    | 3:51:24 | Michael Simpson   | Canada        | 25:56              | 2:01               | 2:06:03            | 1:50               | 1:15:35            |
| 6    | 3:53:03 | Terenzo Bozzone   | Nuova Zelanda | 23:58              | 1:51               | 2:05:28            | 1:40               | 1:20:08            |
| 7    | 3:56:16 | James Cotter      | Stati Uniti   | 26:03              | 1:56               | 2:08:57            | 1:50               | 1:17:33            |
| 8    | 3:57:41 | Chris Lieto       | Stati Uniti   | 26:08              | 2:12               | 2:02:10            | 2:18               | 1:24:55            |
| 9    | 3:57:50 | Brian Lavelle     | Stati Uniti   | 24:09              | 1:55               | 2:05:22            | 2:00               | 1:24:26            |
| 10   | 3:58:39 | Timothy Marr      | Stati Uniti   | 24:06              | 2:09               | 2:10:17            | 1:49               | 1:20:22            |

### Donne
| Pos. | Tempo   | Nome               | Paese       | Ripartizione tempi | Ripartizione tempi | Ripartizione tempi | Ripartizione tempi | Ripartizione tempi |
| Pos. | Tempo   | Nome               | Paese       | Nuoto              | T1                 | Bici               | T2                 | Corsa              |
| ---- | ------- | ------------------ | ----------- | ------------------ | ------------------ | ------------------ | ------------------ | ------------------ |
|      | 4:12:58 | Samantha McGlone   | Canada      | 0:27:29            | 1:47               | 2:21:33            | 1:48               | 1:20:22            |
|      | 4:14:30 | Lisa Bentley       | Canada      | 0:27:49            | 2:08               | 2:21:04            | 1:58               | 1:21:33            |
|      | 4:16:44 | Mirinda Carfrae    | Australia   | 0:27:33            | 2:15               | 2:21:11            | 1:47               | 1:23:59            |
| 4    | 4:18:47 | Leanda Cave        | Regno Unito | 0:25:13            | 2:00               | 2:23:47            | 2:02               | 1:25:46            |
| 5    | 4:19:50 | Yvonne Van Vlerken | Paesi Bassi | 0:28:18            | 2:40               | 2:19:44            | 1:27               | 1:27:17            |
| 6    | 4:19:51 | Lotte Branigan     | Stati Uniti | 0:27:37            | 2:10               | 2:16:57            | 1:54               | 1:31:14            |
| 7    | 4:21:14 | Cassie Mcwilliam   | Stati Uniti | 0:28:51            | 2:44               | 2:21:29            | 2:20               | 1:25:50            |
| 8    | 4:21:17 | Nina Eggert        | Germania    | 0:27:26            | 2:28               | 2:21:10            | 2:06               | 1:28:08            |
| 9    | 4:21:58 | Monika Lehmann     | Svizzera    | 0:28:18            | 2:29               | 2:20:14            | 2:02               | 1:28:55            |
| 10   | 4:24:14 | Sara Megan Quinty  | Stati Uniti | 0:26:45            | 2:46               | 2:15:16            | 2:24               | 1:37:04            |